# Kurder i Sverige
Till kurder i Sverige räknas personer som är folkbokförda i Sverige och som tillhör den kurdiska folkgruppen. År 2017 befann sig uppskattningsvis cirka 75 000 kurder i Sverige. Anledningen till att man inte vet den exakta siffran kurder i Sverige är att Statistiska centralbyrån inte insamlar data om etnicitet. Folkgruppen har ingen egen stat.

## Historik
Huvudartikel: Kurdernas historia
Majoriteten av kurderna som bor i Sverige är bosatta i Stockholm, Uppsala, Göteborg, Västerås och andra storstäder. I Stockholmstrakten är många kurder bosatta i Botkyrka kommun och Huddinge kommun. Anledningen till att de intellektuella kurdiska flyktingarna i större utsträckning valt Sverige som exilland är att Sverige haft en kulturell image.
Det finns ett 50-tal kurdiska författare i Sverige och även ett dussintal kurdiska bokförlag.
Kurder ser sig som ett unikt folk över eller inom nationsgränserna och är minoriteter i sina nuvarande länder men i majoritet i sina ursprungliga geografiska områden.
Merparten av kurderna i Sverige kommer från Turkiet, men det finns även kurdiska invandrare från Irak, Iran, Libanon och Syrien. Svensk statistik anger endast nationalitet, varför det exakta antalet kurder i Sverige inte låter sig fastställas. Den äldsta gruppen är kurdisktalande invandrare från Konyaprovinsen i centrala Anatolien, vilka började invandra som arbetskraft under 1960-talets mitt.
Redan 1967 kom några kurdiska studenter till Uppsala. I samband med militärkuppen i Turkiet 1971 skedde den första flyktinginvandringen av kurder till Sverige. I samband med amnestin 1974 återvände en del kurder till Turkiet medan andra blev kvar. Därefter har invandringen och framförallt flyktinginvandringen från Turkiet till Sverige tilltagit.
Den näst största gruppen är kurder från Irak. De började flytta in i Sverige vid 1970-talets mitt. Sedan dess har denna invandrings flyktingkaraktär accentuerats och kurderna från Irak är den grupp som vuxit snabbast under 1980-talet till följd av kriget mellan Iran och Irak, och senare under 1990-talet efter Kuwait-kriget och det fortsatta förtrycket i Irak, trots att den kurdiska delen av Irak åtnjöt ett visst mått av självständighet med eget parlament.

### Kurdernas ankomst till Sverige i kronologisk ordning
- 1965 Några kurdiska studenter från Irak utvisades efter fängelsestraff från Turkiet. Sverige tog emot dem. De fortsatte med sina studier i Uppsala. Två år senare kom några kurder från Turkiet och sökte asyl i Uppsala.[källa behövs]
- 1971–1975 Militärkuppen i Turkiet. Den 12 mars 1973 bröts fredsavtalet i Irak. Många kurder kom till Uppsala.
- 1975 Huddinge blir den första kommunen med möjlighet till hemspråksundervisning i kurdiska.[9]
- 1976–1980 Militärkupp i Turkiet. Den 12 september 1980 äger massmordet på kurder i Marash-provinsen rum.[förtydliga] Gerillakriget i södra Kurdistan, revolt mot shahen i Iran och Iran-Irak kriget (1980–1988) börjar. Hårdnade klimat for kurder i Syrien, hundratals kurder kom och sökte asyl, familjeanknytning.
- 1984 Beslöt Universitets- och högskoleämbetet att bedriva undervisning på kurdiska vid Högskolan för lärarutbildning i Stockholm där bland annat Reso Zilan arbetade.[10]
- 1981–1985 Under militärjuntan i Turkiet flydde kurdiska oppositionen till grannländerna i Syrien och Irak. Kriget mellan Iran och Irak och krigföring mot kurder i båda länderna. Kriget i Libanon orsakade att hundratals kurder sökte asyl i Sverige. Många bosatte sig i Uppsala.
- 1986–1990 Svåra förhållanden i Turkiet, gasattacker i Halabja den 16 mars 1988. Massaker i södra Kurdistan, massflykt av irakiska kurder till Turkiet, förändringar i staterna, gerillakriget i norra Kurdistan. Tusentals kurder sökte asyl i Sverige. Många av dem bosatte sig i Uppsala.
- 1991–1995 Kuwaitkriget. Kriget i södra Kurdistan, massflykt från norra Kurdistan. Kurder fortsatte komma till Uppsala från olika hemländer, familjeanknytning.
- 1996. Fortsatt invandring av kurder till Uppsala, mest från norra Kurdistan och södra Kurdistan, samt familjeåterförening. Invandringen till Uppsala fortsätter. Kurder som kom till Uppsala togs väl emot av myndigheterna genom tvåspråkiga tjänstemän, tolkar, modersmålslärare och annan personal inom socialsektorn. Genom hjälp till självhjälp hjälpte Uppsalaboende kurder varandra. Enligt en del uppskattningar bor mellan 4 500 och 5 000 kurder i Uppsala. Uppsala är en av de största bosättningarna av kurder i Sverige.[källa behövs]

### De första kurderna i Sverige
Den första kurd som kom till Sverige var läkaren Mirza Seid från iranska Kurdistan, som kom 1893, och den andra som kom hit, utsänd som ambassadör från Osmanska riket, var Cherif Pascha som bodde i Stockholm i 10 år mellan 1898 och 1908.
Den första kurdiska flyktingen var Sleman Alexander Knutas som föddes 1911 och som dog 1981. Knutas flydde genom Ryssland och hamnade i Gammalsvenskby, ett svenskt samhälle i Ukraina, där han blev adopterad av en familj från Sverige där han befann sig tills han dog på Gotland.
Den första studenten i Sverige var Selahaddin Rastgeldi (1927–1986). Han kom till Sverige för att studera medicin på Karolinska institutet 1947 och avlade medicine doktorsexamen 1957. År 1966 medverkade han i bildandet av Svenska Kurdkommittén 1966. Rastgeldi öppnade sedan sin läkarmottagning på Strandvägen på Östermalm i Stockholm.

Den första som sökte politisk asyl var Jamal Alemdar år 1965, tidigare student i Istanbul där han och några vänner försökte grunda organisationen Kurdiska studentförbundet i Europa men blev trakasserade, torterade och fängslade.

### Konflikter
Då kurdiske ledaren Abdullah Öcalan gripits i Kenya den 16 februari 1999 började exilkurder runtom i Europa demonstrera, bland annat i Sverige. I Stockholm ockuperade PKK-aktivister Stockholms arbetarekommuns lokaler i Folkets hus och för tillfället tomma Greklands konsulat i Stockholm. I Malmö ockuperades Vänsterpartiets lokaler, och i Göteborg förekom också protester mot gripandet. Den 20 februari samma år samlades omkring 5 000 kurder, bosatta i hela Sverige, för att demonstrera i Stockholm .
I samband med Sveriges Nato-ansökan 2022 krävde Turkiet att Sverige skulle förbjuda stöd för Kurdistans arbetarparti (PKK) och Folkets försvarsenheter (YPG) och utlämna ett antal personer som misstänktes ha kopplingar till PKK.

### Sport
- Dalkurd FF (fotbollsklubb i Borlänge)